# LG V30s ThinQ
LG V30s ThinQ是由LG電子製造的一款Android智慧型手機，於2018年2月的巴塞隆納世界行動通訊大會發布，為LG V30的後續機種，為延續主打搭載 Hi-Fi DAC 音質的大螢幕手機。對比上代V30，記憶體提升到6GB，增加了AI深度學習方面的技術，特別是分析拍照場景，提升拍照效果。同期最大的競爭對手為三星Galaxy S9/S9+、Sony Xperia XZ2。

## 技術規格
- 後置攝像頭：1600萬像素光學防手震鏡頭（f/1.6, OIS）+1300萬像素廣角鏡頭（f/1.9）
- 前置攝像頭：500萬像素
- 內存：6 GB RAM
- 存儲：128 GB / 256 GB（V30s+ ThinQ）
- 電池：3300 mAh
- 尺寸：6寸
- 處理器：高通驍龍835
- 操作系統：Android 8.0 Oreo
- 重量：158克
- 螢幕：2K 2880*1440 P-OLED 537ppi

| 前任： LG V30 | LG V30s ThinQ 2018 | 繼任： LG V35 ThinQ |